# Schimanski: Tödliche Liebe
Tödliche Liebe ist ein Fernsehfilm aus der Kriminalreihe Schimanski der ARD.
Der Film wurde von Colonia Media produziert und am 12. November 2000  zum ersten Mal gesendet. Es ist die achte Folge der Schimanski-Reihe mit Götz George.

## Handlung
Eigentlich wollte Schimanski mit Marie-Claire den Hochzeitstag mit Hänschen und seiner Frau feiern. Doch Hänschen zerstreitet sich mit ihr, weil ihm gerade die Arbeit wichtiger ist. Hungers Schwester wurde tot aus dem Rhein gefischt und Hänschen fühlt sich verpflichtet seinem Kollegen zu helfen. Schimanski kann den verstörten Hunger am Tatort beruhigen und verspricht ihm den Täter zu finden. Hänschen berichtet Schimanski, dass Marion Hunger in einer Drückerkolonne tätig war. 
Um sich als Drückerchef Hugo Baldorf auszugeben, holt er sich bei diesem im Gefängnis ein wenig Hintergrundwissen ein. Obwohl Hunger von Schimanski gewarnt wurde, sich in den Fall aus emotionalen Gründen nicht einzumischen, schleust er sich trotzdem (als Tommy Klein) in die Drückerkolonne um die erbarmungslose Chefin Elke Dorn ein, in der seine Schwester 
tätig war. Schimanski, nun in der Maskerade von Max Baldorf, gibt sich bald die Ehre in der Drückerkolonne und schafft es Elkes Partner zu werden. Hunger bekommt seine gnadenlosen schauspielerischen Leistungen gleich zu Anfang zu spüren, was die Kolonne scheinbar beeindrucken lässt. Doch die Drückerkolonne scheint in Schwierigkeiten sein, da einige Mitglieder wie Ricardo nicht die Leistung erbringen die sollen und Marion war in ihn verliebt. Ricardo wird nach den Kolonnenregeln im alten Hafen von Elke bestraft. Baldorf alias Schimanski kann durch seinen Ruf und vorgespielter Härte eine höhere Erfüllungsquote 
erreichen, obwohl Hunger Ricardo drei Scheine schenkt und dafür zur Tarnung von Schimanski bestraft wird. Natürlich nur, um ungestört auf dienstlicher Ebene mit ihm zu reden. Dabei sind sich beide einig, dass Marions Kette, auf den Bildern, die Hunger in Ricardos Schrank entdeckte, aber fehlte als man die Leiche fand und der Täter im Besitz der Kette sein muss. 
Elke Dorn und ihre Partnerin Karin scheinen es auf Hunger sowie Schimanski auch sexuell abgesehen zu haben, was die beiden gekonnt abblocken. Schimanski versucht Elkes Schwäche auszunutzen, um mehr über die Umstände von Marions Tod herauszufinden und über den Verbleib der Kette zu erfahren. Nebenbei wird ersichtlich, dass Elke und Karin eine bisexuelle Beziehung führen. Doch Schimanski hat mit Drücker Axel nicht gerechnet, der den echten Baldorf kennt und ihn erpresst. Schimanski umschifft dies mit einem Verwirrspiel. Hunger versucht über Ricardo mehr über Marion herauszufinden und stößt auf eine Wand aus Angst und Einschüchterung. Nebenbei planen die Mitglieder Lisa und Mike ihre Flucht aus der Gruppe. Als Axel mehr Geld von Schimanski fordert, schlägt Schimanski ihn bewusstlos und findet Marions Kette in seiner Hosentasche. Währenddessen überprüft Dorns Partner Bertram die drei Scheine von Ricardo und findet zufällig heraus, dass Hunger ein Polizist ist. Bevor Mike sich mit Lisa absetzen kann, wird er von Hunger über die wahren Umstände um Marions Tod ausgefragt. Doch an der nächsten Ecke wird Hunger von Bertram geschnappt und zum Hafen gebracht, um dort bestraft zu werden. Inzwischen hat Ricardo, der in Wirklichkeit ein Inzest-Produkt zwischen Elke und ihrem Vater ist, seiner Mutter gestanden, dass er Marion nach der Bestrafung ins Wasser geworfen hat, um sich von ihr zu lösen. Sie wollte aussteigen und ohne ihn fliehen. Die Kette hatte er Axel als Pfand für geschuldete Abo-Scheine gegeben. 
Am alten Hafen wird Hunger von Elke bestraft und soll von Ricardo in den Rhein wie Marion geworfen werden, aber Schimanski kann ihn aus dem Wasser retten, wobei seine Tarnung ganz auffliegt. Hänschen und seine Männer sind aber bereits vor Ort und nehmen sie fest. Schimanski und Hänschen müssen sich nun wieder ihren Frauen widmen und bekommen überraschend über Handy eine Einladung zu einer Reise nach Griechenland mit ihnen angeboten.

## Hintergrund
Der Titelsong Bullet Proof. I Wish I Was wurde von Radiohead interpretiert.